# Captured in Time and Space
Captured in Time and Space é o primeiro álbum gravado ao vivo pela banda Petra, lançado em 1985. Foi o último álbum de Greg X. Volz como vocalista principal antes da entrada de John Schlitt na banda.
O álbum foi gravado na turnê Beat The System em três concertos diferentes: No Civic Auditorium, Knoxville, Tennessee a 21 de Novembro de 1985, no Memorial Auditorium, Greenville, Carolina do Sul a 22 de Novembro de 1985 e no Township Auditorium, Columbia, Carolina do Sul a 23 de Novembro de 1985.
Em 2008, foi lançada uma versão em DVD de Captured in Time and Space com a mesma set list do VHS lançado em 1986, contendo a música bônus "The Great I Am", que não fora incluída na versão em CD.
| Críticas profissionais                                                      | Críticas profissionais |
| Avaliações da crítica                                                       | Avaliações da crítica  |
| Fonte                                                                       | Avaliação              |
| --------------------------------------------------------------------------- | ---------------------- |
| allmusic                                                                    | [ 3 ]                  |
| Esta tabela precisa de ser acompanhada por texto em prosa. Consulte o guia. |                        |

## Faixas
1. "Beat The System" – 4:46
2. "Computer Brains" – 4:01
3. "Clean" – 3:02
4. "Grave Robber" – 4:24
5. "Speak To The Sky" – 4:06
6. "Hollow Eyes" – 4:02
7. "The Rock Medley" – 5:38
  - "Stand Up"
  - "Not By Sight"
  - "Judas' Kiss"
8. "The Mellow Medley" – 5:02
  - "The Colouring Song"
  - "Road To Zion"
  - "More Power To Ya"
9. "John's Solo/Jesus Loves You/The Race" – 3:22
10. "Bob's Solo" – 2:36
11. "Louie's Solo" – 2:38
12. "God Gave Rock And Roll To You" – 1:19
13. "The Praise Medley" – 7:42
  - "Let Everything That Hath Breath"
  - "Without Him We Can Do Nothing"
  - "Praise Ye The Lord"
  - "Hallelujah Chorus"
14. "Godpleaser" – 4:50
15. "It Is Finished" – 4:05

## Créditos
- Bob Hartman - Guitarra, vocal de apoio
- Greg X. Volz - Vocal
- John Lawry - Teclados, vocal de apoio
- Louie Weaver - Bateria
- Mark Kelly - Baixo, vocal de apoio